# Chiesa di Santa Maria Maddalena (Castiglione d'Orcia)
La chiesa di Santa Maria Maddalena è un edificio sacro che si trova a Castiglione d'Orcia.

## Descrizione
La chiesa, ad unica navata, presenta caratteri romanici ed è conclusa da abside semicircolare del XII secolo con campanile a vela. La facciata risale invece al XIII secolo.